# David Hemery
David Peter Hemery (* 18. července 1944 Cirencester, Gloucestershire) je bývalý britský atlet, sprinter, jehož specializací byly krátké překážkové běhy.
Narodil se v Anglii, ale vyrůstal v USA. V roce 1969 absolvoval Boston University.
Na olympiádě v Mexiku v roce 1968 nejdřív vylepšil v semifinále běhu na 400 metrů překážek britský rekord a ve finále zvítězil v novém světovém rekordu 48,12 s. Na Mistrovství Evropy v Athénách v roce 1969 získal stříbrnou medaili v běhu na 110 metrů překážek. V roce 1972 na olympiádě v Mnichově doběhl třetí ve finále běhu na 400 metrů překážek a byl členem stříbrné britské štafety na 4 × 400 metrů. Krátce po olympiádě ukončil aktivní kariéru a stal se trenérem.